# 류옌 (배우)
류옌'(중국어 간체자: 柳岩, 정체자: 柳巖, 병음: Liǔ Yán, 한자음: 유암, 1980년 11월 8일~)은 중화인민공화국의 배우, 방송인이다.
중국 광둥 TV 아나운서 출신이며 중국 유화 작가인 왕쥔잉이 선정한 최고의 중국 4대 미녀 중 하나였다. 전통음악 가수 쑹쭈잉, 탤런트 천슈, 영화배우 판빙빙과 함께 선정되었다.
더우인에서 2천만명이 넘는 팔로워를 보유하고 있다.

## 한국 활동
CCTV 왕뤄춘완의 MC로서 한국의 마술사 이은결의 마술을 도운 경험이 있다.
2015년 한국의 SBS PLUS 예능 <패션왕 비밀의 상자>에 출연한 전적이 있다. 패션왕 비밀의 상자에서 한국 배우 유인나와 팔씨름 대결을 했었는데 류옌이 패배했다. 이후 성사된 손바닥치기 대결에서는 무승부로 끝이 났다.
류옌은 패션왕에서 왕위타오 디자이너와 함께 SBS 런닝맨 팀 복 디자인을 한 적이 있다. 그녀는 팀 복 품질 테스트를 위해 제주도 김녕 미로공원에 방문하여 뛰어다니며 자신이 만든 옷에 대한 자신감을 보였다.
팀 복 품질 테스트를 하는 류옌
'패션왕' 파이널 런웨이의 주제였던 '한중 대표의상을 제작하라'.에 맞춰 류옌은 긴 천을 이용한 중국 대표 춤으로 중국의 정서를 옷에 담아냈다.

## 작품 목록
- 2009년 테일 오브 투 동키스
- 2010년 해양천국
- 2011년 백사대전
- 2011년 신기협려
- 2012년 화벽
- 2012년 가개100분남인
- 2013년 인간증발
- 2013년 아애적시니애아
- 2014년 분수대사
- 2014년 사대명포 2
- 2015년 전병협
- 2015년 부화연
- 2015년 불이신탐
- 2015년 사대명포 3 : 종극대결전
- 2018년 엽문 외전
- 2022년 몽화록